# The Last Unicorn
The Last Unicorn és una pel·lícula de fantasia de 1982 produïda per Rankin/Bass per ITC Entertainment i animada per Topcraft. Peter S. Beagle va escriure'n el guió, basant-se en la seva pròpia novel·la homònima.

## Argument
Cansada d'estar sola a l'enorme bosc, la unicorn Amalthea comença a preguntar-se si és l'última de la seva espècie i surt pel món a buscar els seus semblants. En el seu viatge s'uneix al mag Schmendick i a Molly Grue que l'ajudaran a buscar el Toro Vermell, una criatura mística que caça i empresona unicorns. Per passar desapercebuda entre els homes i salvar-la del Toro,Schmendrik transforma Amalthea en una atractiva jove. Els tres s'encaminen al tenebrós país del rei Haggard, l'home que controla el Toro Vermell...

## Repartiment (veus)
- Alan Arkin: Schmendrick
- Jeff Bridges: príncep Lir
- Mia Farrow: Unicorn / Amalthea
- Tammy Grimes: Molly Grue
- Robert Klein: la papallona
- Angela Lansbury: mare Fortuna
- Christopher Lee: rei Haggard
- Keenan Wynn: Capità Cully / Harpy

### Critica
Janet Maslin al  New York Times  defineix el treball com una "pel·lícula inusual per als nens", on « ningú, de l'edat que sigui, romandrà immune als sentiments causats pels moments finals de la pel·lícula, que en realitat són inesperadament commovedors i memorables ». El mateix Beagle va definir a la pel·lícula com "magnífica", comparant-la a la pel·lícula d'animació de 1978 sobre  El senyor dels anells, de la qual va escriure el guió. A  Rotten Tomatoes  la pel·lícula es manté en un llindar de qualificació negativa del 50%